# Science du hadith
La science du hadith (arabe : علم الحديث ,ˤilm al-ḥadīth), est, en islam, une catégorie regroupant plusieurs disciplines visant à analyser les hadiths. Cette discipline religieuse a élaboré une méthode spécifique afin d'évaluer l'authenticité des traditions attribuées à Mahomet et les différentes composantes de celles-ci : à savoir le contenu, dit matn, et la chaîne de transmission, isnâd, afin de les classer selon leur degré d'authenticité.
Les spécialistes des hadiths et des chaînes de transmission sont appelés muhaddithūn, terme qu'on peut traduire par « transmetteurs de hadith » ou « traditionnistes ». On rassemble aussi sous l'appellation de ahl al-hadith (« gens du hadith ») les savants qui considéraient les hadiths dans leur ensemble comme des matériaux importants dans la définition du dogme et de la législation.
Ces éléments ont été étudiés par des islamologues depuis le XIXe siècle. À la suite de Goldziher, la fiabilité des isnad a été remise en cause. De nos jours, les recherches menées sur les hadiths permettent de mieux dater certaines créations de traditions ou les processus de mise en place de celles-ci.

## Historiographie
L'un des problèmes qu'a rencontrés l'histoire de l'étude de la science du hadith a été celui du report de la grille de lecture des savants musulmans du Moyen Âge tardif (XIIe siècle et plus tardivement), aux premières méthodes de critique du hadith des juristes et traditionnistes des premiers siècles de l'Islam. Or, celles-ci ont connu des évolutions historiques et certains termes techniques ont des sens différents que lorsqu'ils étaient utilisés au VIIIe – Xe siècle, période d'activité intense de critique du hadith.
Les premières recherches consacrées aux hadiths sont celle d'Aloys Sprenger et de William Muir au XIXe siècle. Ceux-ci reconnurent la présence de nombreuses forgeries au sein de ces corpus de textes. Pour Sprenger, cela niait l'efficacité des méthodes traditionnelles de critique des hadiths. Néanmoins, celui-ci restait conservateur dans ses conclusions puisqu'il maintenait que les isnad pouvaient servir de preuves dans le cadre de recherches. Muir conserva la même ambivalence vis-à-vis des isnad, les critiquant mais les utilisant quand même. Muir donna de l'importance au contenu même du hadith, le matn, qui « doit se tenir ou tomber sur ses propres mérites ».
Le rapport des chercheurs aux hadiths et leur critique est révolutionné avec Goldziher qui voit les hadiths comme "le résultat du développement religieux, historique et social de l'islam au cours des deux premiers siècles". Pour l'auteur, les isnads sont avant tout liés à un besoin de renforcer certaines traditions face à d'autres concurrentes. Ainsi, pour Goldziher, l'étude de cet apparat permet surtout l'étude des premiers temps de l'islam et non celle de la vie de Mahomet. Son œuvre a eu un impact considérable sur le rapport de l'islamologie aux hadiths. Depuis, un certain nombre d'auteurs comme Watt ou Peter ont fait le choix d'ignorer les recherches de Goldziher, celles-ci rendant la rédaction d'une biographie positivement impossible. À l'inverse, certains auteurs comme Sezgin ont tenté de défendre la fiabilité des isnads comme élément historique. L'argumentation de ce dernier étant circulaire, elle n'a connu que peu d'écho, confirmant la prépondérance du point de vue de Goldziher. Il est aujourd'hui admis que les isnad ont été modifiés.
Approfondissant ces recherches et acceptant les conclusions de Goldziher, Schacht, en 1950, proposa d'utiliser les isnad pour chercher à dater les traditions. Ces recherches sur les variantes entre les isnad lui permettent de mettre au jour un lien commun entre celles-ci et donc le processus de créations des isnad. Cette méthode, toujours utilisée, a influencé les auteurs suivants, en particulier certains comme Cook prolongeant le scepticisme de Schacht ou Gautier Juynboll. Des recherches, avec des méthodes variées (isnād‐cum‐matn...) continuent sur les hadiths. Ainsi, Schoeler et Görke font remonter de nombreux événements de la vie de Mahomet à al-Zuhri. Des débats existent sur la capacité de ces méthodes à remonter au Ier siècle de l'islam. Néanmoins, elles permettent de mieux connaître les processus de création des hadiths et des isnad. Pour la plupart des chercheurs, "le hadith documentera le développement de l'Islam, pas ses origines - à moins que nous ne redéfinissions également ce que nous entendons par origines".

## Histoire de la discipline
Dès les premiers temps de l'islam, la question de l'authenticité des traditions remontant à Mahomet se pose. Dès les premiers califes et à chaque conflits de l'histoire musulmane classique, des paroles sont ainsi attribuées à Mahomet afin de soutenir des partis politiques et de servir de propagande. Des traditions rapportent que, durant cette période, les Sahabas, étaient vigilants quant à la véracité des paroles attribuées à Mahomet. Néanmoins, à la mort de ceux-ci, la question des forgeries devint importante.
À partir du VIIIe siècle, la discipline de la critique du hadith se met en place. Elle n'acquerra une forme stabilisée, encore utilisée de nos jours qu'au XIIIe siècle.

### VIIIesiècle: les débuts des chaînes de transmission
C'est à partir du VIIIe siècle, notamment sous l'impulsion du juriste médinois Malik ibn Anas et de Shu'ba ibn Hajjaj, que l'on commence à exiger qu'un individu qui prétend rapporter un hadith fournisse une chaîne de transmetteurs qui soit garante de la validité de cette parole. Ainsi, cette personne devra dire de qui elle tient ce propos, puis de qui ce transmetteur le tenait lui-même, et ainsi de suite jusqu'à Mahomet. Il s'agissait donc de déterminer trois éléments : la présence de sources, la fiabilité des transmetteurs et la corroboration du hadith. Malik est le premier connu à utiliser un vocable spécifique pour distinguer les transmetteurs crédibles, tels que "thiqa" (digne de confiance). La méthode fut par la suite reprise et améliorée.
À cette période encore, les hadiths n'avaient pas une importance de premier plan dans la formation des normes et de la loi chez les premiers juristes des anciennes écoles traditionnelles, dont Malik est lui-même un représentant dans le cas de l'école médinoise. Le juriste Shafi'i est l'un des premiers à la fin du IIe siècle de l'Hégire, au début des années 800, à défendre la primauté des hadiths par rapport à la pratique et au consensus de la communauté, considérant qu'eux seuls incarnent l'autorité prophétique. Pour justifier sa doctrine, il lui fallait alors développer des outils qui permette d'authentifier les différentes traditions. Il est alors l'un des premiers à systématiser les règles de la critique du hadith, en s'intéressant tout particulièrement à la solidité des chaînes de transmission. Il faut toutefois souligner que Shafi'i ne peut être considéré comme un critique du hadith à proprement parler, son intérêt ne portait pas sur la collecte globale de traditions qu'il faudrait trier. Il présente sa théorie générale quant au fait de savoir si une tradition doit être authentifiée mais ses travaux ne portent pas sur sa mise en pratique systématique. Cette tâche devient celle des experts du hadiths qui lui sont postérieurs. Il s'agissait surtout pour lui d'avoir des matériaux solides pour légiférer, sa quête d'authenticité des hadiths s'intègre dans ses préoccupations de juriste.
Dans son ouvrage de théorie du droit, Al Risala, Shafi'i détaille les critères permettant de juger du sérieux d'un transmetteur. Il précise également que si le dernier rapporteur de la chaîne qui transmet une tradition répond à ces critères, cela n'est pas suffisant pour authentifier celle-ci, il faut que chacun des figurants de l'isnâd soit qualifié. Selon lui, un transmetteur qualifié doit être intègre moralement, avoir une mémoire solide, transmettre verbatim le propos qu'il entend, à moins d'avoir une bonne connaissance linguistique de sorte à ne pas fausser le sens du hadith, ne pas rapporter quelque chose qui contredit une tradition déjà authentifiée.

### IXesiècle: l'évaluation des rapporteurs
À partir du IXe siècle, le discipline se scinde en quatre sous-disciplines formant chacune une littérature propre : taʾrı̄kh / ṭabaqāt (Histoire des narrateurs), ʿilal (étude des défauts cachés dans les hadiths), rijāl / jarḥ wa’l-taʿdı̄l (critique des narrateurs) et muṣṭalaḥ al‐ḥadı̄th / uṣūl al‐ḥadı̄th (évaluation des hadiths).
En étudiant les ouvrages de critique des années 850, l'historien Jonathan Brown remarque que la fiabilité d'un rapporteur n'avait pas véritablement à voir avec "une quelconque expérience personnelle avec le personnage, ses qualités ou ses défauts". Si la moralité continue en principe d'être prise en compte dans l'évaluation des transmetteurs, de nouveaux critères, plus importants encore, s'ajoutent à ceux présentés par Shafi'i. Par exemple, à partir de cette période, les savants du hadith, tels que Bukhari, Ibn 'Adi ou Shu'ba cherchaient à établir si un des rapporteurs dans la chaîne de transmission avait effectivement existé. Il était désormais convenu que dans un isnâd, il ne fallait considérer que les rapporteurs connus de transmetteurs eux-mêmes connus, à l'exclusion des autres.
Un autre procédé essentiel était développé par les critiques du hadith dans l'évaluation des transmetteurs, celui de l'i'tibâr (« la considération, l'estime »). Il s'agissait de juger de la crédibilité d'un rapporteur à partir de l'ensemble des traditions qu'il relate. Ce travail est facilité par l'apparition de musnads, à savoir des recueils spécifiques qui classent les hadiths en fonction de leur(s) transmetteur(s). Les savants du hadith vérifiaient par exemple si les hadiths que quelqu'un prétendait tenir d'un rapporteur connu, étaient également rapportés par d'autres personnes, notamment des élèves de ce rapporteur connu. Si ce n'était pas le cas et qu'un individu rapportât des hadiths que lui seul aurait entendus — tout en les attribuant à un transmetteur connu — les critiques du hadith ne considéraient pas ces hadiths comme valides, et l’individu en question était disqualifié.
Contrairement à ce que feront leurs successeurs à partir du XIIIe siècle, les premiers critiques du hadith ne s'attachaient pas beaucoup à la moralité des transmetteurs. Ainsi, les traditionalistes membres des ahl-al-hadith et relevant du sunnisme (courant majoritaire de l'islam) prenaient souvent en compte des hadiths transmis par des personnes relevant de courants minoritaires comme les chiites ou les kharijites, voire d'individus considérés comme hérétiques. À leurs yeux, le fait qu'un rapporteur satisfasse aux critères généraux d'évaluation des transmetteurs pouvait l'emporter sur la considération de leur orientation religieuse jugée déviante.

### IXesiècle: l'apparition de la critique du contenu
Le matn est le contenu du hadith, le propos rapporté lui-même. La question de la critique du matn dans l'histoire de la science du hadith a encore été relativement peu été étudiée, par rapport aux travaux de recherche sur la critique des chaînes de transmetteurs. En effet, les historiens ont d'abord considéré que l'intérêt des savants musulmans qui cherchaient à authentifier les hadiths dans les premiers siècles se portait quasi exclusivement sur les isnads.
Les travaux permettent de remonter plus anciennement et de montrer qu'il y avait également des critiques du contenu à partir du IXe siècle. Cela apparaît clairement chez des auteurs comme 'Al-Bukhari, Muslim ou encore Abu Ishaq ibn Yaqub Al-Juzajani. On retrouve en effet des occurrences explicites où un hadith est écarté en raison d'un contenu considéré défaillant. Il apparaît que certains rejets par rapport au contenu pouvaient prendre des formes plus implicites. C'est-à-dire que lorsque le matn/propos paraissait suspect, les spécialistes du hadith cherchaient systématiquement à invalider la chaîne de transmission. Un contenu défaillant était considéré comme étant surtout dû à un défaut dans l'isnad. Si une critique du matn apparait alors, elles ne correspond néanmoins pas aux critères de la méthode historique.
Néanmoins, ces premières critiques se sont faites discrètes, en particulier pour ne pas donner force aux points vue des rationalistes qui l'acceptent. Opposés aux savants traditionalistes sur certaines questions doctrinales mais aussi et surtout méthodologiques, les mu'tazilites fondaient principalement la critique des hadiths sur la critique de leur contenu. À leurs yeux, il fallait donc étudier le matn, et le confronter non seulement au texte coranique mais aussi — et tout autant — à l'examen rationnel. Ils appliquent donc à la question de l'authenticité d'autres critères que les traditionalistes. C'est pourquoi, indique Jonathan Brown, le recours intermittent et souvent non-explicite à la critique du matn par les savants traditionalistes s'explique principalement par le fait qu'ils étaient opposé aux courants musulmans rationalistes. L'enjeu pour les spécialistes du hadith aurait donc été d'appliquer une méthode distincte de celle utilisée par ces courants rationalistes, afin de ne pas donner l'impression de valider leurs théories.

### Xesiècle: développement d'une terminologie spécifique
Le Xe siècle voit la mise en place d'une terminologie propre à la science du hadith. Celle-ci met plusieurs siècles avant de se fixer. Jusqu'au IVe siècle de l'Hégire/XIe siècle, il n'y avait pas de termes mobilisés de façon commune et systématique parmi les différents travaux de spécialistes, à l'exception de quelques-uns. Concernait les rapporteurs, il s'agissait notamment de : thiqa pour digne de confiance, lā baʾs bi-hi pour dire qu'il n'y avait pas de problème dans ce qu'il rapportait ou encore da'if, pour dire faible. À cela s'ajoutaient des termes péjoratifs pour désigner ceux qui étaient considérés comme des "fabricants" de hadiths, comme menteurs (kadhab). Il apparaît que dans la plupart des travaux des spécialistes du hadith, les qualifications péjoratives étaient largement inférieures aux positives. Parfois certains termes pouvaient avoir une dimension plus ambiguë, où il n'est pas évident de savoir exactement si l'appréciation du savant était méliorative péjorative[réf. nécessaire].
À partir du Xe siècle, un vocabulaire cohérent dans la science du hadith tend à se généraliser. Les travaux du spécialiste Ibn Abi Hatim al-Razi (mort en 938) influencent ce mouvement. La terminologie se fixe véritablement à la fin du Moyen Âge, les termes suivants ne sont pas nécessairement ceux qui étaient mobilisés aux premiers siècles de la discipline, et leur désignation n'était pas systématiquement identique.

### XIIesiècle: la critique ouverte du contenu
À la suite du déclin du mutazilisme et du triomphe du sunnisme, les critiques se sont autorisés, à la fin du XIe siècle, une critique ouverte du contenu des hadiths. Alors que la critique des périodes précédentes se portait principalement sur l'isnad (ce qui avait pour effet de rejeter certaines narrations et non le hadith en lui-même), les auteurs ont écrit des ouvrages rejetant certaines traditions entières. Ces rejets reposent sur le fait que leur signification était inacceptable. Ces critiques apparaissent dans des ouvrages qui listent des hadiths forgés, appelés mawdu'at. Le Tadhkirat al-mawdü'ät de Muhammad b. Tahir al-Maqdisi est le plus ancien conservé et cette approche trouve son apogée au XIVe siècle.
Pour Brown, la boite de Pandore a été ouverte par cette approche puisqu'elle permet à la raison de l'homme d'arbitrer sur des questions religieuses. Pour l'auteur, "cette tension entre la soumission de sa raison à un texte transmis et utilisation de sa raison pour évaluer l'authenticité de ce texte a fourni un terrain fertile pour le débat entre les penseurs musulmans jusqu'à aujourd'hui.

### La science du hadith à l'époque moderne
Au XIIIe siècle, le Maʿrifat anwāʿ ʿulūm al‐ḥadı̄th d'Ibn Ṣalāḥ est une série de conférence qui marque la stabilisation de la discipline de la critique des hadiths. Celles-ci forment une synthèse des questions autour de cette critique. Quelques modifications ont été apportées par Dhahabī et Ibn Ḥajar. "Depuis cette époque, les chercheurs musulmans voient cette discipline principalement dans la perspective que ces trois chercheurs ont fourni". Entre le XIVe et le XVIIe siècle, les commentateurs ont consolidé et analysé les grandes recensions de hadiths. 'Abd al-Ghant al-Maqdisi a publié un ouvrage analysant les transmetteurs des Six Livres canoniques.
Pendant des siècles, les musulmans ont vécu au sein d'écoles aidant à définir les principes de vie. Au-delà de ces écoles ont du créer des raisonnements complexes, certains penseurs ont cherché à proposer " des idées simples, faciles à comprendre et des textes apparemment sans ambiguïté" sans se soucier de l'avis des écoles. Ils ont pris le nom de "salafistes". Après Ibn Hajar, l'authenticité des hadiths n'était plus le centre des recherches des savants sur les hadiths puisque cette critique avait été menée. Les hadiths sont alors davantage utilisés pour leur interprétation, soit dans les systèmes complexes des écoles, soit par les salafistes qui étudient les moments où les écoles se sont séparée du sens des hadiths.
Les recherches menées par Muir ont eu un impact considérable à travers les écrits du réformiste Sayyid Aḥmad Khān. Celui-ci publia en 1870, Series of Essays on the Life of Mohammed and Subjects Subsidiary Thereto, un ouvrage en réponse à celui de Muir. Bien que défendant la valeur des hadiths, celui-ci devient "l'un des premiers musulmans modernes à remettre en question l'autorité et la fiabilité de la littérature hadithique". En effet, celui-ci reconnait que ceux-ci peuvent faire l'objet d'une critique même s'ils se trouvent dans les ouvrages canoniques.
Depuis les années1980, la pensée d'al-Albani a fortement modifié le rapport aux hadiths. Celui-ci insistait sur l'importance, pour les musulmans, d'abandonner les coutumes locales pour chercher à suivre l'islam "originel". Au-delà de cet enseignement salafiste, cet auteur défendait que personne ne pouvait citer un hadith sans l'avoir d'abord évalué selon les principes de la critique du hadith. En réponse, d'autre savants ont critiqué cette approche, défendant du besoin de connaissances précises pour analyser un hadith. La pensée d'Al-Albani a été à l'origine d'un renouveau des discussions sur l'authenticité des hadiths, celles-ci reprenant les travaux anciens pour les vérifier ou les affiner.
Les hadiths gardent une grande importance dans le monde musulman et le processus de création reste toujours actif. Ainsi, Brown rapporte la soit-disante découverte par un érudit d'un manuscrit ancien prophétisant qu'un "chef avec nom est dérivé du mot "arbre'" (Bush, peut-être) envahira et libérera un petit fort sur une colline (en arabe, « Koweït »)". De nombreux penseurs musulmans s'inscrivent aujourd'hui dans un mouvement de sacralisation de la science du hadith. Certains auteurs propose d'y intégrer de nouveaux critères d'authentification, comme la prise en compte du contexte du récit ou la confrontation historique à d'autres sources. Ces évolutions portées par des réformistes se confrontent à un traditionalisme. Pour Benkherfallah, "cette sacralisation de la science du ḥadīṯ s’inscrit aujourd’hui dans un discours figé, en proie à l’obscurantisme dans toutes ses formes" .

## Méthodes sunnites de critique du hadith
Du point de vue de la tradition musulmane, la critique du hadith consiste à vérifier l'authenticité des paroles attribuées à Mahomet. Cette approche critique répond à la volonté de distinguer traditions véritables et traditions « forgées ». Il s'agissait pour les traditionnistes de rester fidèles à l'héritage et aux enseignements de leur prophète, il fallait pour cela distinguer et conserver ses véritables propos de ceux qui lui auraient été attribués à tort. Cette approche peut être influencée par le fait que la discipline se développe dans des contextes conflictuels où s'opposent différents courants religieux. En ce sens, disposer de hadiths authentifiés aurait permis de renforcer des affirmations et des revendications religieuses ou sociales, en invoquant l'autorité des traditions prophétiques.
Tout hadith dit « prophétique » (c'est-à-dire rapportant des paroles de Mahomet) se compose de deux parties: le propos lui-même (matn) et la chaîne (isnâd) de transmission ou de garants qui donne l'ensemble des transmetteurs successifs du propos cité, et cela jusqu'à Mahomet. Cette chaîne joue un rôle essentiel dans la validité du propos. L'authentification se joue donc à deux niveaux: les rapporteurs du propos et le propos lui-même.
Les méthodes présentées ici correspondent à des approches sunnites. Le chiisme a ainsi développé sa propre approche des hadiths.

### La méthode des trois niveaux
Pour identifier les hadiths "authentiques", les savants du hadith ont mis en place à partir du VIIIe siècle la méthode des trois niveaux. Ceux-ci permettent d'interroger la fiabilité de trois éléments : l'existence d'un isnad, la fiabilité de cette source et la corroboration du hadith.

#### Isnâd:l'existence d'une source
Si les hadiths ont fait l'objet de forgeries, c'est aussi le cas des isnads qui en assuraient l'autorité. Ainsi, des isnads ont été créés ou ajoutés à des hadiths. Brown rapporte ainsi l'exemple d''Amr b. 'Ubayd qui forge un isnad pour utiliser un hadiths dans le cadre d'une opposition entre deux courants de l'islam.
L'isnad est la pierre angulaire de la méthode musulmane de critique du hadith au point que, selon Ibn al-Mubirak, "l'isnad fait partie de la religion, sinon pour l'isnad, n'importe qui pourrait dire tout ce qu'il voudrait. Mais si vous leur demandez " qui a dit cela, ils ne pourront répondre".

#### Isnâd:l'évaluation des transmetteurs et des chaînes
Comme la présence d'un isnad n'est pas une preuve d'authenticité suffisante, la critique des hadiths a inclut, dans sa méthode, une évaluation des transmetteurs et de la potentielle continuité de l'isnad. Ce niveau implique d'étudier l'isnad et de repérer, parmi les transmetteurs la présence ou non de personnes non dignes de confiance. La première étape de ce niveau est d'évaluer le caractère de chaque personnage, sa croyance, sa piété. À partir du XIIIe siècle, on évoque utilise seulement des transmetteurs "musulman, avec de l'âge, un esprit droit, libre de tout comportement pécheur et de défauts d'honneur". Les évaluations plus anciennes montrent une plus grande flexibilité. La question s'est particulièrement posé quant à l'acceptation de hadiths provenant d'autres courants de l'islam.
Dans ce niveau, la seconde étape correspond à l'évaluation de la continuité de la transmission. L'un des enjeux de la critique du hadith est de savoir si une chaîne de transmission est continue ou non: chaque transmetteur de la chaîne a-t-il effectivement entendu de l'individu qu'il mentionne avant lui le propos qu'il transmet, ou n'a-t-il été informé de ce propos que de façon indirecte ? Tous les spécialistes du hadith n'étaient pas d'accord entre eux pour juger à partir de quels éléments il était possible de connaître le statut continu ou non d'un isnâd, et ce en raison de certaines ambiguïtés linguistiques. Par exemple, il y avait des débats au sujet de l'expression « d'après ('an) untel », les critiques du hadith cherchaient à savoir s'il s'agissait là d'une formule pour indiquer qu'untel l'avait directement entendu de la source qu'il présentait ou si l'information qu'il relatait lui est parvenu indirectement.
Munkar, que l'on peut traduire par "inacceptable" qualifiait les isnâds qui étaient complètement reconstruits ou qui ont été copiés pour les attribuer à des hadiths/propos forgés. Ce dernier type de cas était désigné sous le nom de sariqat al-hadīth où est souligné le statut "volé" de la chaîne de transmission en question. Munkar était également le qualificatif mobilisé pour les isnâds qui se confondaient, c'est-à-dire, lorsque le transmettait rapportait un hadith avec une chaîne de transmission confuse mais que cette erreur n'était pas intentionnelle comme dans le cas précédent. Munqati' désigne les chaînes de transmission où chacun des individus qui la composent n'était pas lié à la fois avec celui dont il rapporte le hadith et celui à qui il le transmet.

#### Corroborer le hadith
Le troisième niveau est la corroboration d'un hadith. Celle-ci se base sur le fait que si un hadith n'est répété que par un seul disciple d'un transmetteur, celui-ci est moins certain. Lorsque plusieurs hadiths identiques sont reliés à plusieurs compagnons de Mahomet, ils sont ainsi corroborés.
Un autre problème relatif aux isnâds concernait la possibilité pour un rapporteur de simplement reprendre la chaîne d'une tradition authentifiée et de la mobiliser à son compte. Pour pallier ce risque, les spécialistes de hadith examinaient de quel Compagnon de Mahomet provenait la chaîne, et comparaient les traditions (les paroles rapportées) de ce Compagnon pour vérifier s'il avait dit quelque chose de similaire dans d'autres traditions authentifiées. Le terme technique pour cette méthode était mutāba‘a (littéralement « continuation, poursuite, exactitude ») que l'on pourrait aussi traduire par « parallélisme ».

### Les "premiers principes"
Les « premiers principes » désignent les critères de discernement de l'authenticité des hadiths tels qu'ils sont utilisés après les réformes d'Ibn Hajar. Au XIIe – XIIIe siècle, Ibn Salah résume ainsi les principes d'analyse des hadiths :
"Le hadith fort est le hadith qui a une chaîne de narration qui (1) remonte jusqu'au Prophète (musnad), et qui (2) est continu (muttaṣil), et dans lequel se trouve (3) une personne de probité religieuse (al‐ʿadl) qui est (4) maître du matériel qu'il raconte (al‐ḍābiṭ), et qui relate le hadith sur l'autorité d'une autre personne de probité religieuse qui contrôle le matériel qu'il raconte, jusqu'à ce que vous atteigniez la toute fin de la chaîne de narration; et (5) le hadith n'est ni inhabituel (shādhdh) ni (6) ne contient-il aucun autre vice caché (ʿilla)".
Les premiers critères correspondent aux trois niveaux évoqués ci-avant. Les deux derniers examinent le texte lui-même et déterminent l'intégration de ce contenu dans le corpus des hadiths.

### Autres critères

#### Matn: le contenu du hadith
Le matn est, historiquement, un critère d'analyse plus récent. Ce retard peut être lié à l'estime religieuse vis à vis de la parole de Mahomet. Il consiste à étudier le texte lui-même du hadith pour en déceler les incohérences. Ainsi, un exemple est le rejet d'un hadith prédisant la fin du monde pour l'an 815. De même, Bukhari rejeta un hadith qui évoquait un monnayage musulman en se basant sur le fait qu'il n'existait pas de monnaie frappée musulmane avant l'époque des Omeyyades.
Mawdu' comme kadhib renvoyait aux hadiths considérés comme complètement inventés. C'était une appellation dans le cas de procédés intentionnels de la part du rapporteur, contrairement aux deux autres suivants : raf' et ziyada. Raf' et ziyada qualifiaient les propos qu'un transmetteur présentait comme étant celui de Mahomet mais que les spécialistes du hadith reconnaissaient comme étant celui d'un savant, d'un Compagnon ou d'un saint. Mudraj renvoyait à la situation où le contenu du hadith intégrait des remarques du transmetteur dont le rapporteur du hadith avait-reçu celui-ci.

#### L'authentification par le rêve
Dans la tradition sunnite tardive, l'"inspiration illuminante" a pu servir à authentifier certains hadiths. Cette approche a été développée par le penseur soufi Ibn 'Arabi. Pour ce penseur, la classification d'un hadith en "faible" est la preuve que son isnad n'est pas solide, pas que ce hadith ne soit pas de Mahomet. Une telle révélation privée peut, pour lui, permettre de rejeter un hadith authentifié par la tradition mais pas servir comme argument légal.
Certains savants du hadith du sunnisme tardif ont adopté cette approche qui permet l'authentification d'un hadith. Elle n'a pourtant été utilisé qu'à peu de reprises et a fait l'objet d'oppositions.

### Classifications
Il existe plusieurs degrés d'authenticité et plusieurs classifications qui ont été utilisés pour classer les hadiths. Celles-ci ont évolué au cours de l'histoire de la discipline. À l'origine, tous les hadiths qui n'étaient pas considérés comme forts étaient considérés comme faibles. Ainsi, après 900, le degré hassan contient des hadiths qui étaient alors considérés comme « faibles ». Ces derniers ont servi pour l'établissement des lois.
L'échelle classique selon le degré de recevabilité se divise en trois : le hadith sahih (« sûr, solide ») est, selon les traditionalistes, celui qui ne présente pas de défaut dans sa chaîne de transmission, et dont le rapporteur est jugé suffisamment fiable. C'est le plus haut degré dans l'authentification du hadith. Le hadith hassan (« bon, bien ») est authentifié mais avec un degré inférieur au hadith sahih. Il réunit plusieurs critères d'authenticité mais possède un défaut ne remettant pas en cause sa validité. Le hadith da'if (« faible ») ne respecte pas l'ensemble des critères.
Une autre échelle est celle d'irrecevabilité. Elle distingue les récits inventés, des récits délaissés (matrūk ) reprouvés (munkar) ou ajoutés (mudaraj).

## Critiquer les hadiths dans le chiisme
Comme les sunnites, les chiites donnent une grande importance aux hadiths, seconde sources d'enseignement après le Coran. Cependant, ceux-ci intègrent dans le corpus des hadiths des éléments attribués aux douze Imams. Pour Qummi, le Coran est "décisif dans la source et indécis dans la signification" alors que les hadiths sont "indécis dans la source et décisif dans la signification". Cette "indécision" implique une réflexion sur l'authenticité des hadiths.
Une tradition remontant à Ali classe les transmetteurs en quatre groupes : les hypocrites, ceux à la mémoire défaillante, ceux qui ont transmis des traditions abrogées et, enfin, ceux qui ont transmis correctement les hadiths. En principe, ce rejet d'un certain nombre de hadiths inclut les Six Livres canoniques. "Néanmoins, en plus de l'apparition probable de mensonges et de contrefaçons, en trouvant des lacunes dans la transmission telles que l'abrogation, les érudits chiites ont rejeté les hadiths sunnites comme indignes de confiance et ont laissé ces hadiths dans une situation de jugement suspendu". Néanmoins, les auteurs chiites les ont parfois utilisé dans leurs écrits.
Un des soucis du monde chiite est la perte des contextes des hadiths qui en font perdre le sens. Au IXe siècle se mettent en place, dans le monde chiite, des méthodes de critique de l'isnad, méthodes qui ont fait l'objet de discussions jusqu'au XVIIe siècle.

## Littérature spécifique
Progressivement, de nouveaux genres littéraires se développent en même temps et par la science du hadith. Au partir du IIIe siècle de l'Hégire, l'étude du hadith s'est spécialisée dans plusieurs approches.

### Musnad
Le genre des musnads par exemple, comme nous l'avons vu plus haut, facilitait le travail de comparaison entre tous les hadiths rapportés par un même individu.

### Tabaqat
Pour évaluer les transmetteurs, les dictionnaires biographiques, tabaqat, ont également été largement utilisés par les spécialistes du hadith. Cela leur permettait de vérifier si deux individus avaient été contemporains l'un de l'autre par exemple, lorsqu'il était question d'analyser les chaînes de transmetteurs.

### Tarikh
Le genre des tarikh permettaient l'évaluation de la crédibilité des transmetteurs, il s'agissait de sortes de catalogues avec le nom des transmetteurs avec des informations les concernant et leurs appréciations, mais ces derniers points n'étaient pas toujours systématiques parmi les auteurs de ce type d'ouvrages.

### Ilal al-hadith
Quant aux livres dits de ilal al-hadith, ils permettaient de faire face au phénomène du 'ilal à savoir les situations où un propos attribué à Mahomet était confondu avec un propos connu d'un Compagnon de celui-ci. Il s'agissait de ces ouvrages de collecter plusieurs mêmes versions d'une tradition. En procédant ainsi, s'il était authentifié qu'un propos avait été dit par untel, et qu'un individu l'attribue au Prophète, même si ce dernier présentait une chaîne de transmetteurs solide, le hadith était rejeté.

### Al-Jarh wa-l-ta'dil
Les livres auxquels s'applique cette appellation correspondaient à des traités généraux de la science du hadith, où l'auteur, spécialiste de la discipline, présentait ses travaux.